# Антропов, Николай Николаевич
Николай Николаевич Антропов (?—1836) — российский генерал-майор, участник войн против Наполеона и походов на Кавказе, начальник Джаро-Белоканского округа.
Сын статского советника. Образование получил в Артиллерийском инженерном шляхетском корпусе, из которого был выпущен 28 февраля 1797 года подпоручиком в артиллерийский батальон генерал-майора Гербеля  . C 1800 года служил в 3-м артиллерийском полку, а с 1803 года — во 2-м артиллерийском.
Принимал участие в кампании против французов в 1805 году в Австрии. В 1806 году, будучи в чине штабс-капитана, был переведён 4-ю артиллерийскую бригаду, в рядах которой принял участие в кампании 1806—1807 годов в Восточной Пруссии. Сражался под Пултуском и Прейсиш-Эйлау.
В 1811 году произведён в подполковники с переводом в 1-ю артиллерийскую бригаду.
Принимал участие в Отечественной войне 1812 года, за отличие во втором сражении при Полоцке 3 января 1813 года награждён золотой шпагой с надписью «За храбрость» (по другим данным награждение состоялось 13 февраля). Далее находился в бою при Чашниках, за отличие в сражении при Глубоком был награждён орденом Св. Георгия 4-го класса (17 июня 1813 года, № 2591 по кавалерскому списку Григоровича — Степанова), а за сражение на Березине получил чин полковника.
В кампании 1813 года сражался под Кюстрином, Виттенбергом и под Лейпцигом. В кампании 1814 года во Франции был ранен в сражении при Краоне, но строя не оставил и далее отличился в бою при Лаоне и при взятии Парижа. За Краон он получил орден св. Владимира 3-й степени.
В 1817 — 1819 годах командовал 13-й артиллерийской бригадой.
6 апреля 1819 года произведён в генерал-майоры с назначением командиром 1-й бригады 10-й пехотной дивизии, а с 1821 года командовал 2-й бригадой 12-й пехотной дивизии. В 1826 году награждён орденом св. Анны 1-й степени. С 1827 года служил на Кавказе, возглавлял третьи (запасные) батальоны полков 20-й пехотной дивизии, а далее командовал войсками правого фланга Кавказской линии. В 1828 году находился в боях с черкесами на Лабе и в походах за Кубань к Большому Зеленчуку и Урупу против ногайцев, в этой кампании ему за «примерное усердие и деятельность» ему были пожалованы алмазные знаки к ордену Св. Анны 1-й степени.
С 1832 кода возглавлял Джаро-Белоканский округ и командовал войсками в Джарской области и Кахетии, затем числился состоящим при Отдельном Кавказском корпусе без должности. В 1835 году награждён орденом св. Владимира 2-й степени.
Скончался в начале 1836 года, из списков исключён 15 февраля.
Антропов был женат на дочери помещика Виленской губернии Сабанского, у них было 4 дочери и 3 сыновей.